# Nerea Ahedo Ceza
Nerea Ahedo Ceza (Bilbao, 31 de marzo de 1966) es una política española miembro del Partido Nacionalista Vasco (PNV). 
Fue apoderada en las Juntas Generales de Vizcaya por la circunscripción de Bilbao durante el IX mandato de esta cámara.
Desde el 20 de diciembre de 2015 es senadora por Vizcaya en las legislaturas XI, XII, XIII, XIV y XV.

## Trayectoria
Nació en Bilbao y vivió en Indautxu hasta los 7 años, cuando su familia se mudó a Deusto. El 20 de diciembre de 2015 fue elegida senadora por Vizcaya al Senado y reelegida en 2016. En el Senado es portavoz adjunta del grupo parlamentario vasco.  